# Mahmud Ibrahim
Mahmud Ibrahim (ar. محمود ابراهيم; ur. 24 listopada 1937 w Kairze) – egipski zapaśnik walczący w stylu klasycznym. Olimpijczyk z Tokio 1964, gdzie zajął czternaste miejsce w wadze lekkiej do 70 kg.
Piąty na mistrzostwach świata w 1962. Wicemistrz igrzysk śródziemnomorskich w 1963 roku.
- Turniej w Tokio 1964

Przegrał z Turkiem Kazımem Ayvazem i Jugosłowianinem Stevanem Horvatem i odpadł z turnieju.